# Slavgorod
Slavgorod (Russisch: Сла́вгород) is een stad in de kraj Altaj. De stad met zo'n 32.000 inwoners ligt dicht bij de grens met Kazachstan. De stad werd gesticht in 1910 en kreeg in 1914 de stadsstatus. 

## Geboren in Tambov
- Volodymyr Fink (1958–2005), voetballer
- Lera Abova (1992), Duits actrice en model